# La mansión de la niebla
La mansión de la niebla (en italià Quando Marta urlò dalla tomba) és una pel·lícula de thriller de terror de coproducció hispano-italiana del 1972 dirigida per Francisco Lara Polop amb guió de Luis Gossé de Blain. Posteriorment ha estat reivindicada pels afeccionats del gènere fantaterror.

## Sinopsi
Elsa, hereva d'una gran fortuna, acompanyada d'un grup de persones, es perd a causa d'una espessa boira, i com a conseqüència acaba en una mansió situada al costat d'un cementiri propietat de Martha Clinton plena de simbologia ocultista. Allí es trobarà amb personatges molt peculiars i començaran a succeir coses estranyes, desaparicions i algun assassinat.

## Repartiment
- Evelyn Stewart...	Martha Clinton
- Analía Gadé 	...	Elsa
- Lisa Leonardi...	Laura
- Andrés Resino	...	Fred
- Franco Fantasia ...	Mr. Porter
- Alberto Dalbés...	Ernest
- Yelena Samarina...	Mrs. Tremont
- George Rigaud	 ...	Pare d'Elsa
- Ingrid Garbo	 ...	Ellen
- Eduardo Fajardo...	Mr. Tremont

## Premis
Eduardo Fajardo va rebre el premi al millor actor principal Premis del Sindicat Nacional de l'Espectacle de 1972.